# Lara Grangeon
Lara Grangeon (ur. 21 września 1991 w Numei) – francuska pływaczka, dwukrotna wicemistrzyni Europy na krótkim basenie.
Urodziła się w Nowej Kaledonii. Specjalizuje się w pływaniu stylem zmiennym. Największym jej sukcesem jest dwukrotnie brązowy medal w mistrzostwach Europy na basenie 25-metrowym w Eindhoven w 2010 roku w wyścigach na 200 i 400 m tym stylem.
Uczestniczka igrzysk olimpijskich w Londynie (2012) na 400 m stylem zmiennym.